# أتشند
أتشند، قرية تاريخيَّة من قرى نسف في بلاد ما وراء النهر. من أعلامها، أبو المظفر محمد بن أحمد بن حامد الكاتب الأتشندي النسفي، سمع الحديث.

### فهرس المنشورات
1. ↑  الحموي (1977)، ص. 87.

### معلومات المنشورات كاملة
الكتب مرتبة حسب تاريخ النشر
- ياقوت الحموي (1977)، معجم البلدان (ط. 1)، بيروت: دار صادر، OCLC:1014032934، QID:Q114913343